# جيم مودي (ممثل)
جيم مودي (بالإنجليزية: Jim Moody)‏ هو ممثل أمريكي، ولد في 25 سبتمبر 1949 في بورتسموث في الولايات المتحدة.

## أعمال

### أفلام
- (1980) الشهرة[2][3]

## وصلات خارجية
- جيم مودي على موقع IMDb (الإنجليزية)
- جيم مودي على موقع قاعدة بيانات الفيلم (الإنجليزية)